# Губной орган
Губной орга́н — группа многоствольных духовых музыкальных инструментов, каждый ствол которых снабжён свободно проскакивающим язычком, являющимся источником первичных звуковых колебаний.
Разновидностью губных органов иногда могут называться губные гармоники (пневматические музыкальные инструменты).

## Виды
С расположением трубок:
- Круговым: китайский шэн, японский сё[2].
- Параллельным: лаосский кхэн, китайские хулусы.
- Крестообразным: кхим самроу (народов северо-восточных горных районов Камбоджи), келури (даяков острова Борнео)[1].